# Kontiosaari (ö i Finland, Södra Savolax, Nyslott, lat 62,46, long 28,72)
Kontiosaari är en ö i Finland. Den ligger i sjön Kermajärvi och i kommunen Heinävesi i den ekonomiska regionen  Nyslotts ekonomiska region  och landskapet Södra Savolax, i den sydöstra delen av landet, 300 km nordost om huvudstaden Helsingfors. Öns area är 18,6 hektar och dess största längd är 1,1 kilometer i sydöst-nordvästlig riktning.